# Peter Broich
Peter Broich ist eine spätreifende Apfelsorte, die im Rheinland seit den 1830er Jahren bekannt ist. Ab 1875 wurde sie als Kaiser Wilhelm überregional bekannt. Sie wurde hauptsächlich als Tafelapfel angebaut und empfiehlt sich heute besonders für den Streuobstanbau. Er wurde verschiedentlich als (regionale) Apfel-, Obst- oder Streuobstsorte des Jahres gekürt.

## Geschichte
Die Apfelsorte wurde vom Hoeninger Vikar Johann Wilhelm Schumacher in seiner 1830 in Ramrath gegründeten Baumschule vermutlich aus Harberts Renette gezüchtet und später von Diedrich Uhlhorn aus Grevenbroich weiter vermarktet.
Sie wurde 1864 als bereits veredelter Baum im Garten von Haus Bürgel in der Urdenbacher Kämpe zwischen Düsseldorf-Urdenbach und Monheim-Baumberg aufgefunden. Der Volksschullehrer und Pomologe Carl Hesselmann (1830–1902) aus Witzhelden (Bergisches Land) ließ den Apfel 1875 Kaiser Wilhelm zur Geschmacksprobe vorlegen, der daraufhin die Verwendung seines Namens für „diesen wahrhaft majestätischen Apfel“ huldvoll genehmigte und sich mit einer gerahmten Fotografie mit eigenhändiger Unterschrift bedankte. 1877 sprach der Deutsche Pomologenverein eine Sortenempfehlung aus, worauf er deutschlandweit verbreitet wurde.
Aufgrund genetischer Untersuchungen wurde inzwischen festgestellt, dass die Sorte aber schon älter und im Rheinland unter dem Namen Peter Broich bekannt ist, benannt nach einem rheinländischen Pfarrer oder von Diedrich Uhlhorn nach einem befreundeten Zuckerfabrikanten.
Wegen seiner Wüchsigkeit verschwand er in Deutschland spätestens in den 1950er Jahren aus dem Erwerbsanbau. Der Apfel hat sich deshalb, obwohl wenig empfindlich, nur in privaten Gärten und einigen bäuerlichen Streuobstwiesen erhalten. Erst mit der relativ neuen Slow-Food-Bewegung kam diese Apfelsorte wieder ins Blickfeld einer vorerst kleinen Liebhaberschar. Sie wird seit einigen Jahren wieder von gut sortierten Baumschulen angeboten.

## Eigenschaften
Die Sorte ist triploid und eignet sich damit nur sehr bedingt als Bestäuber.
Die Bäume sind langlebig und starkwüchsig. Die Wüchsigkeit bzw. große Endhöhe ist für den kommerziellen Anbau problematisch. Mit ihr geht auch einher, dass der Ertrag (mittel-)spät eintritt, welcher dann auch oftmals alterniert. Als allgemein gesunde, robuste Sorte bekannt, ist sie wenig betroffen von Schorf und Mehltau, aber überdurchschnittlich von Stippe. Schwere, nasse Böden gelten als problematisch und begünstigen Obstbaumkrebs.
Die Blütezeit ist mittelfrüh.
Die Sorte wird Ende September bis Mitte Oktober geerntet und ist von Ende Oktober bis Februar oder sogar April lagerbar. Die Erträge sind mittelhoch. Die teils großen, unempfindlichen Früchte sind säuerlich süß mit einem leichten wohlschmeckenden, himbeerartigen Aroma. Die auffällige Färbung ist abhängig von der Besonnung drittels bis vollflächig dunkelrot auf ab Baum gelblich grünem, später gelbem Grund. Das anfangs feste, saftige Fruchtfleisch wird im Laufe der Lagerung mürbe und zunehmend trockener. Dies wurde in der Vergangenheit aufgrund der schlechten Zahnqualität eher gern gesehen.

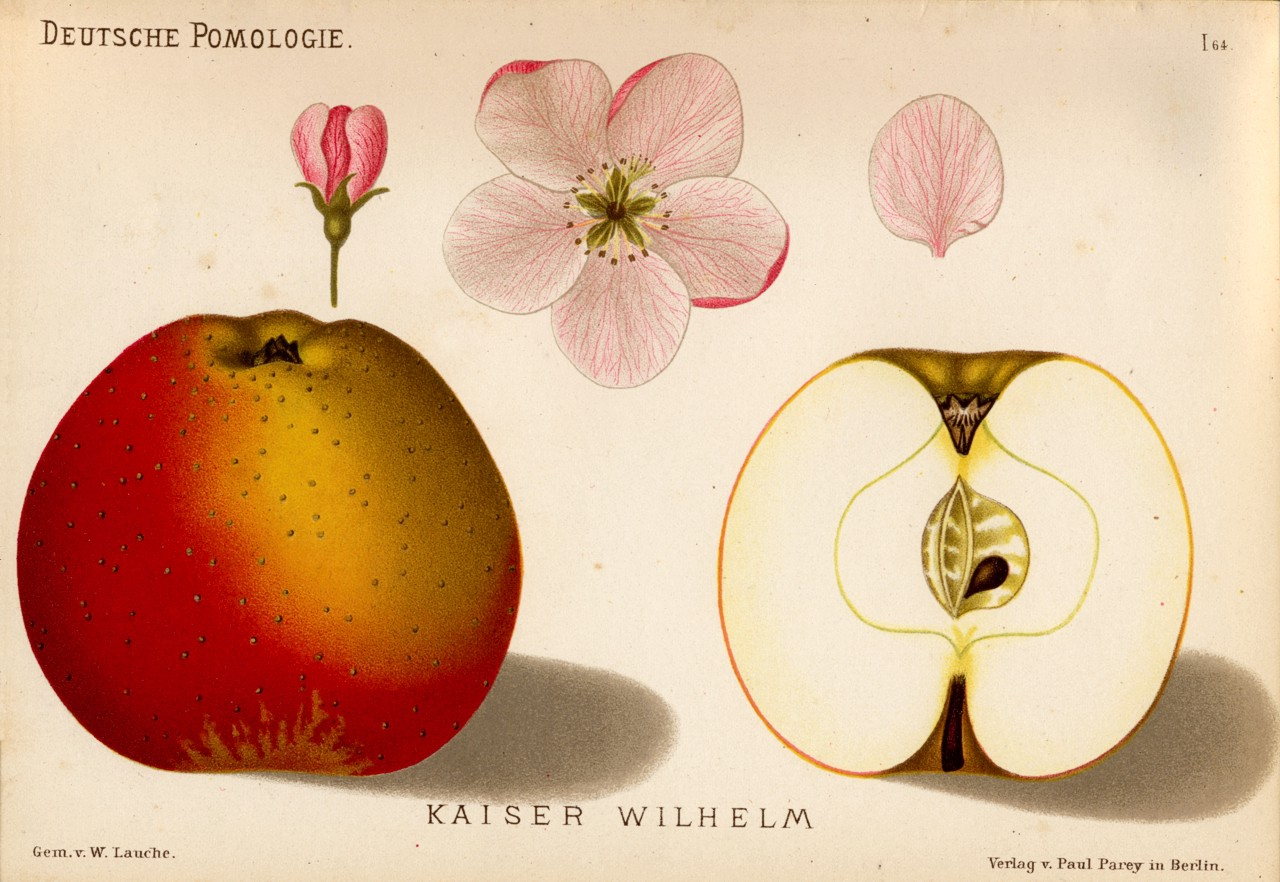
Deutsche Pomologie
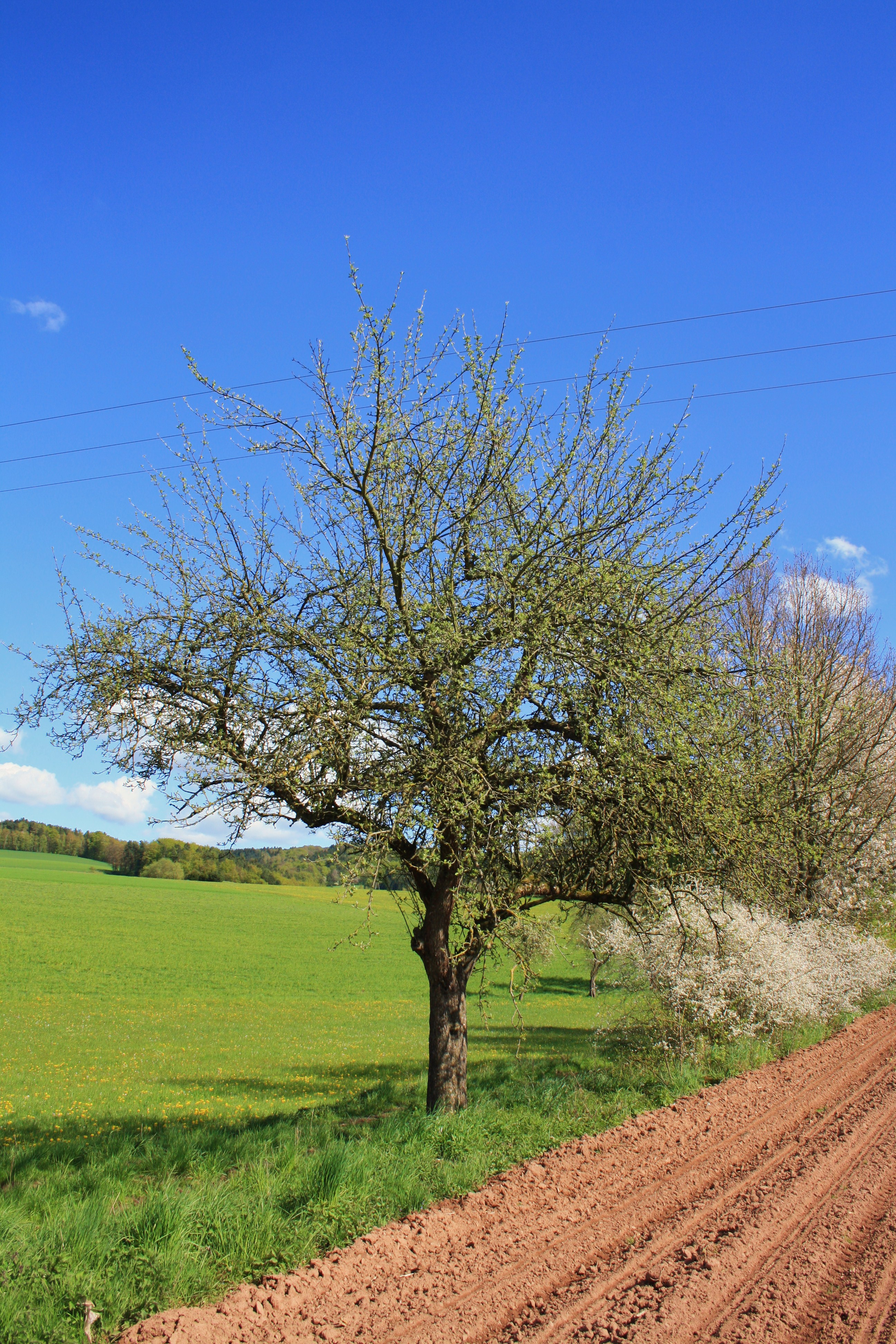
Ganzer Baum
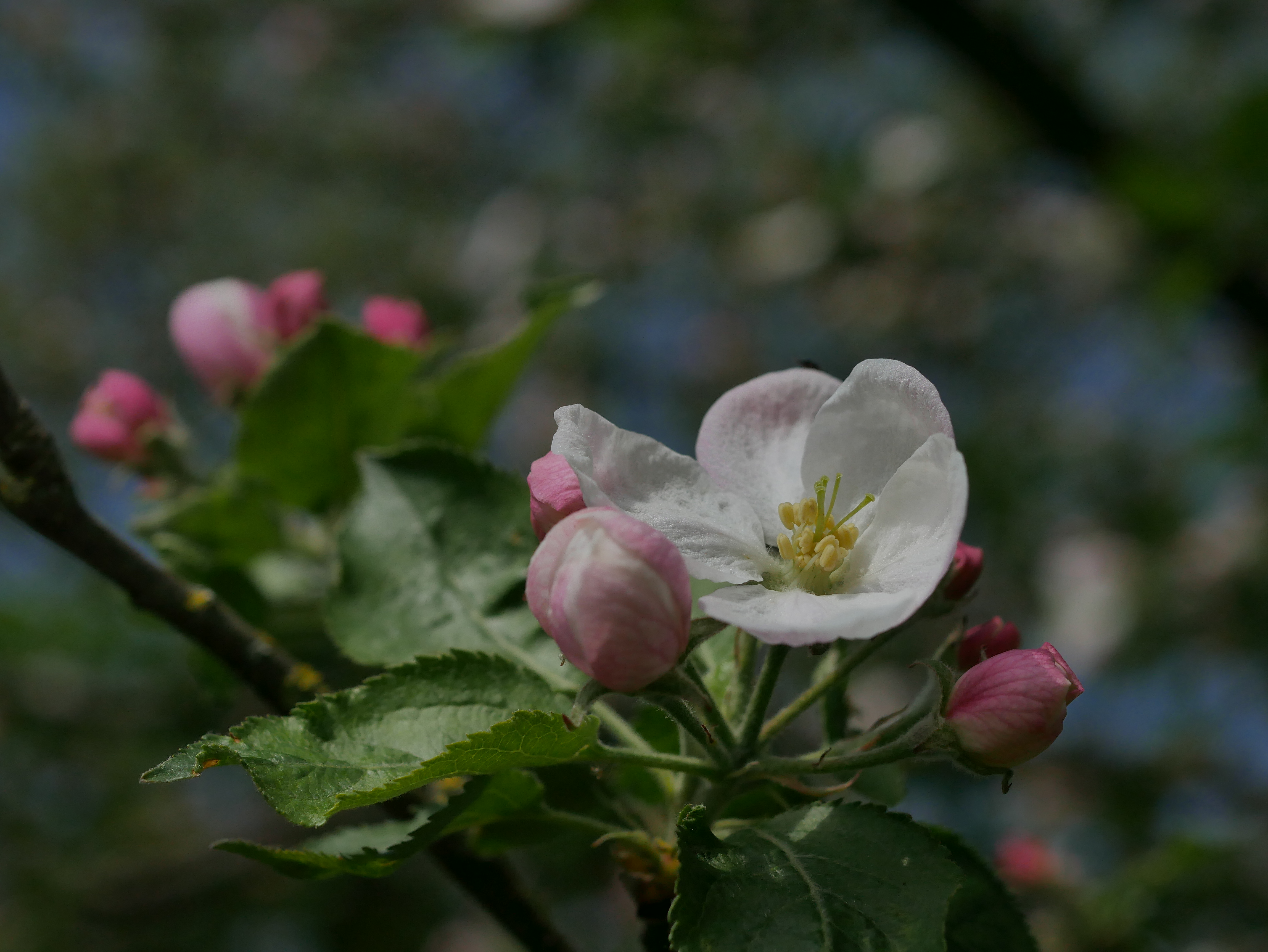
Knospen und Blüte
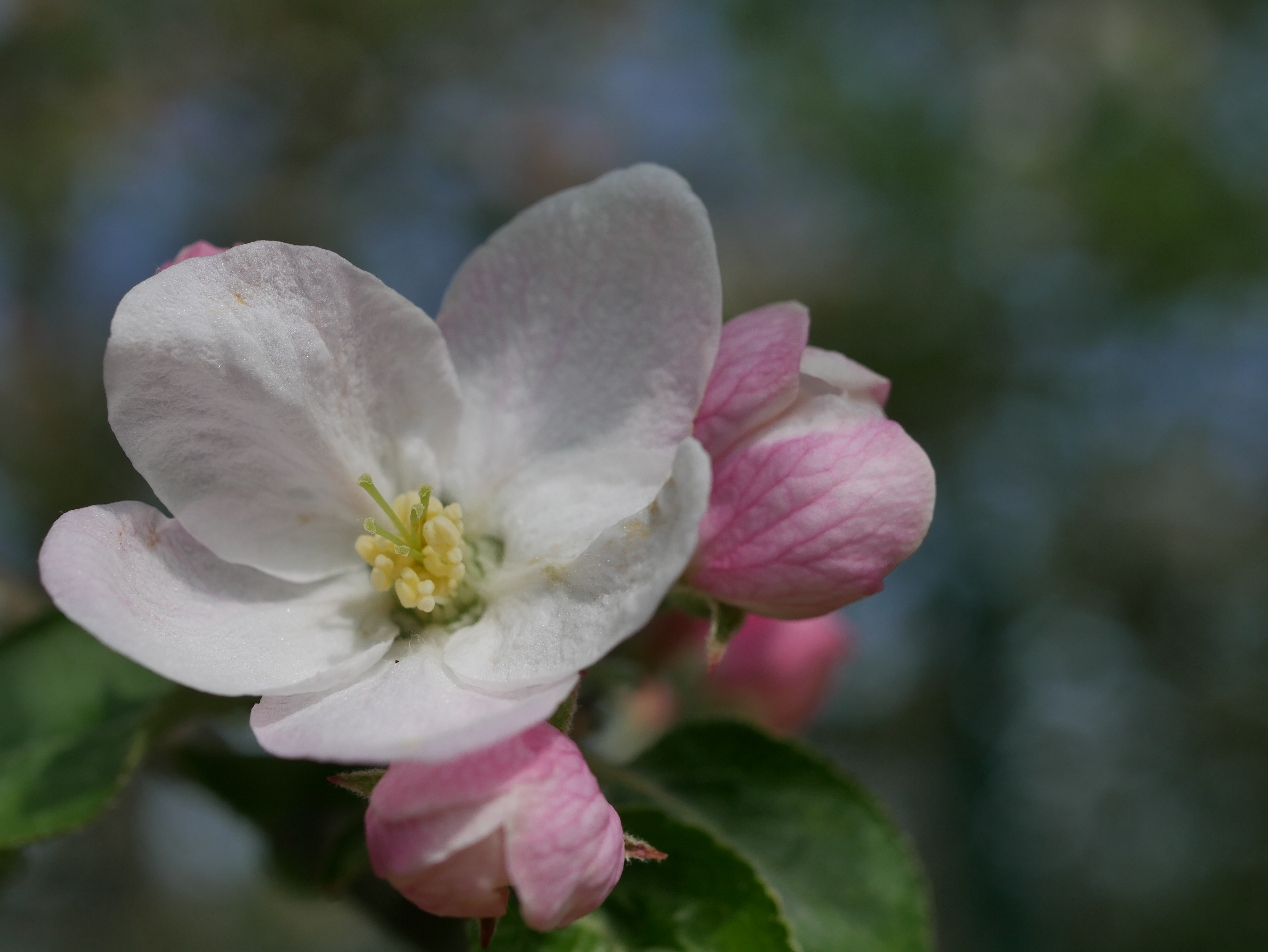
Einzelblüte
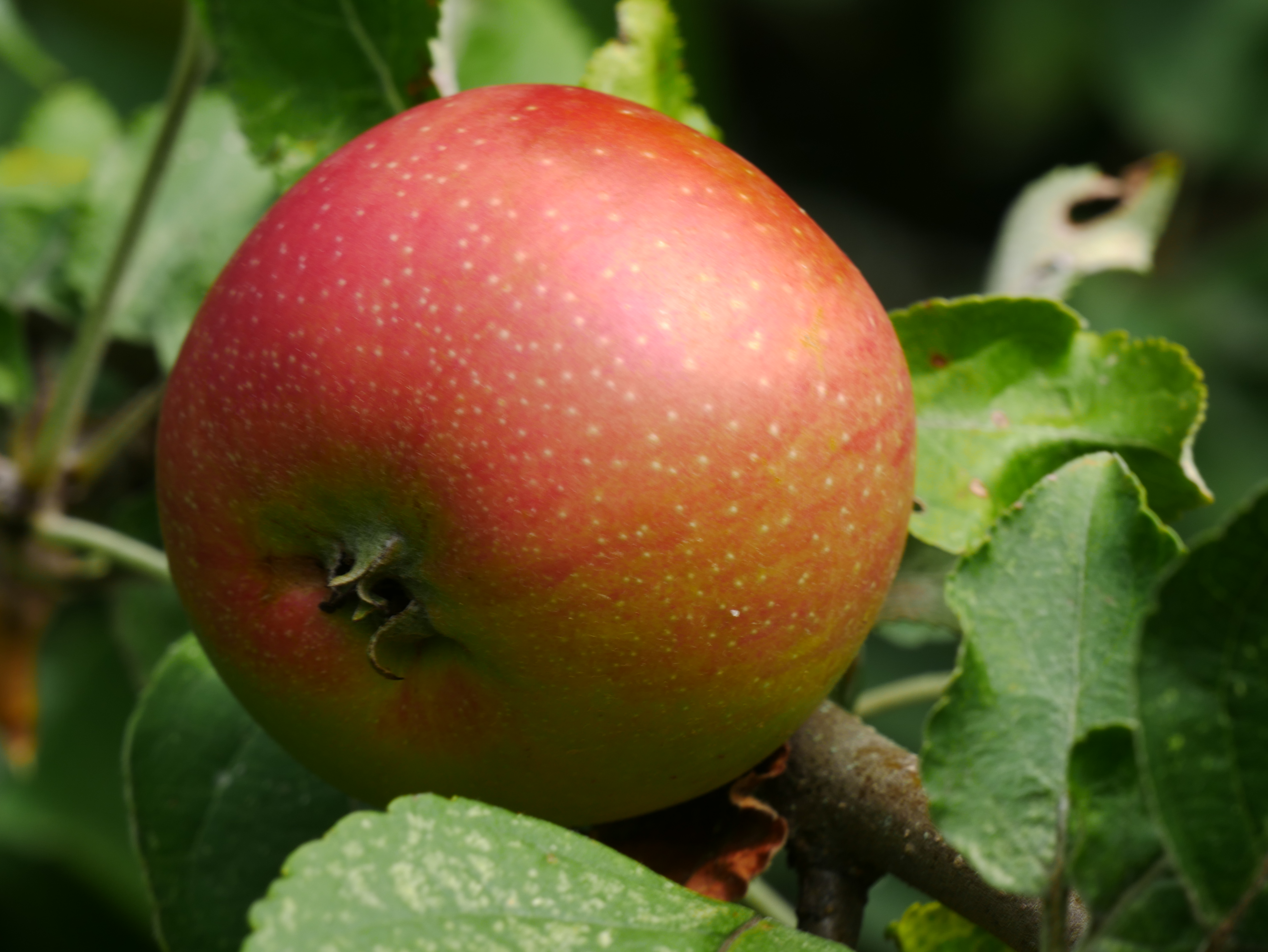
Apfel im Baum
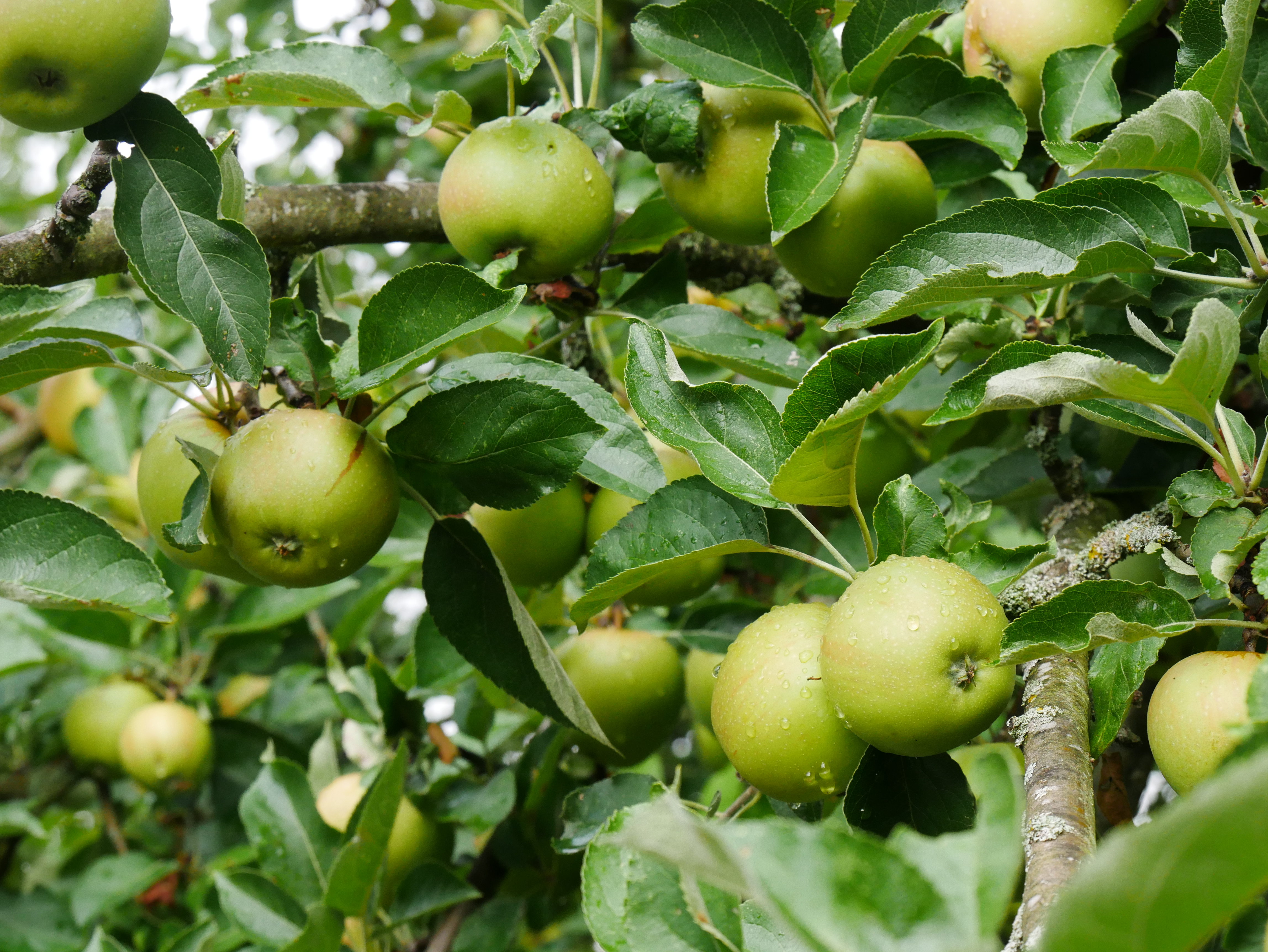
Äpfel im Baum
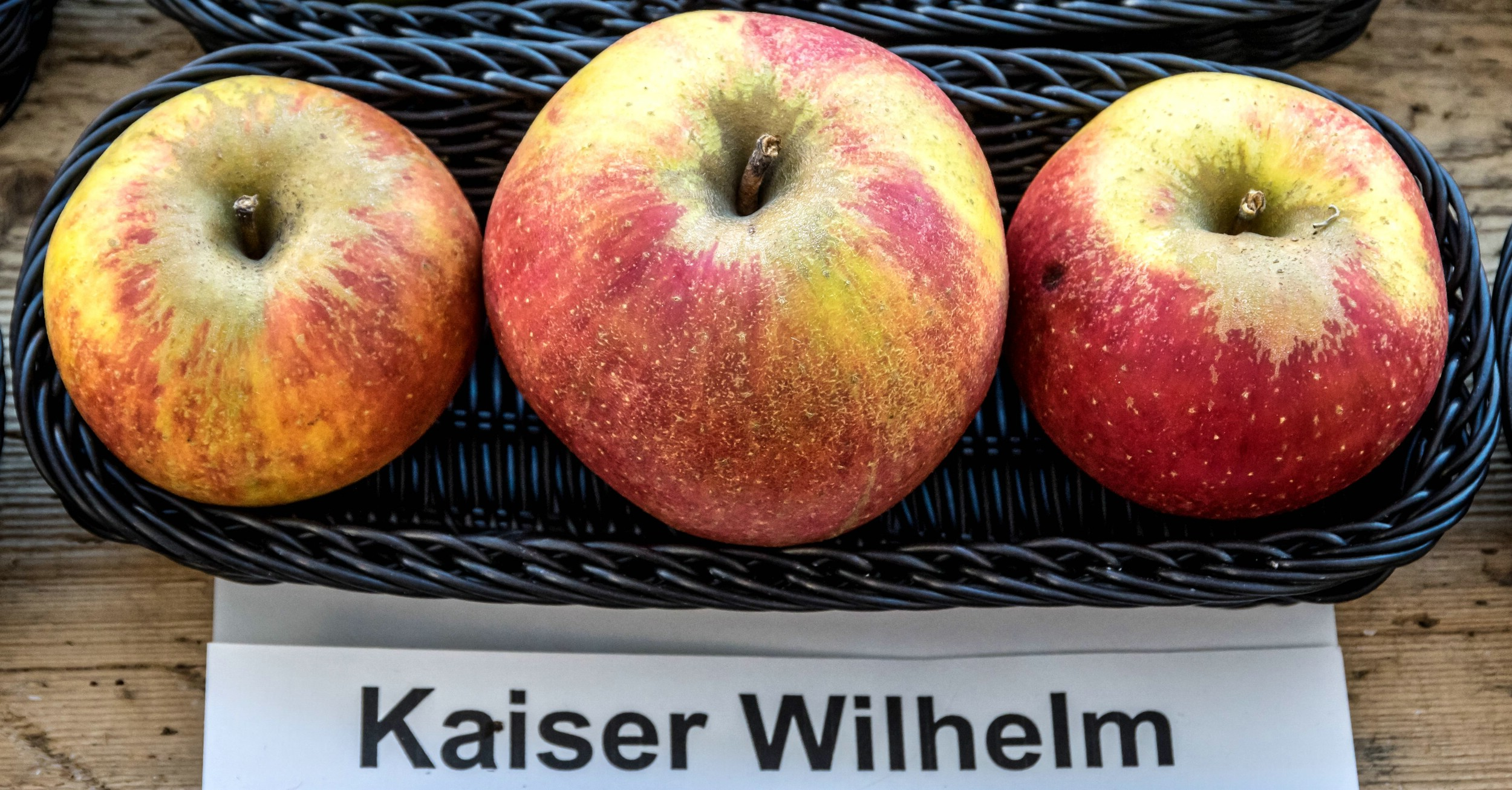
Ansicht der Frucht